# Ульяновский район (Калужская область)
Ульяновский район — административно-территориальная единица (район) и муниципальное образование (муниципальный район) в Калужской области России.
Административный центр — село Ульяново.

## География
Расположен на юге Калужской области. Граничит с Хвастовичским, Думиничским, Сухиничским, Козельским районами Калужской области; на юго-востоке — с Орловской областью; на востоке — с Тульской областью.
Площадь составляет 1656 км² — самый большой район области.
Основная река — Вытебеть.

## История и наименование района
Район был образован 17 июня 1929 года на территориальной основе укрупнённой Плохинской волости Жиздринского уезда Брянской губернии и Вейнской волости Сухиничского (ранее — Козельского) уезда Калужской губернии. Первоначально он входил в состав Сухиничского округа Западной области и назывался Плохинским, так как районный центр — нынешнее село Ульяново — исторически носил название Плохино.
4 июня 1934 года райцентр был переименован в Румянцево (в честь первого секретаря Западного областного комитета ВКП(б) И. П. Румянцева), а район стал называться Румянцевским.
После ареста и расстрела И. П. Румянцева, 1 августа 1937 года райцентр получил своё нынешнее название — село Ульяново, в честь сестры В. И. Ленина Марии Ильиничны Ульяновой; соответственно, изменилось и наименование района.
27 сентября 1937 года Ульяновский район был передан из расформированной Западной области в состав новообразованной Орловской области.
В годы Великой Отечественной войны территория района подвергалась оккупации немецко-фашистскими войсками с октября 1941 года по 13 июля 1943 года. За время оккупации было сожжено и разрушено 92 населенных пункта, 8494 жилых дома, 830 надворных построек, стекольный, пеньковый, крахмальный, кирпичный заводы. 6312 уроженцев района ушли на фронт, из них 4087 погибли. 10 воинов — уроженцев Ульяновского района за боевые подвиги в Великой Отечественной войне удостоены звания Героя Советского Союза. Двое — полные кавалеры ордена Славы.
5 июля 1944 года была образована Калужская область, в состав которой, наряду с другими, вошёл и Ульяновский район.

## Население
| 1931   | 1939    | 1959    | 1970    | 1979    | 1989    | 2002  | 2009  | 2010  |
| ------ | ------- | ------- | ------- | ------- | ------- | ----- | ----- | ----- |
| 87 598 | ↘63 106 | ↘32 269 | ↘23 880 | ↘16 964 | ↘13 095 | ↘8870 | ↘7576 | ↗7636 |
| 2011   | 2012    | 2013    | 2014    | 2015    | 2016    | 2017  | 2018  | 2019  |
| ↘7607  | ↘7442   | ↘7314   | ↘7204   | ↘7102   | ↘7101   | ↗7140 | ↗7144 | ↘7112 |
| 2020   | 2021    |         |         |         |         |       |       |       |
| ↘7073  | ↘7058   |         |         |         |         |       |       |       |

### Национальный состав
По итогам переписи населения 2020 года проживали следующие национальности (национальности менее 0,1 % и другое, см. в сноске к строке «Другие»):
| Национальность | Численность, чел. | Доля     |
| -------------- | ----------------- | -------- |
| Русские        | 6469              | 91,65 %  |
| Таджики        | 104               | 1,47 %   |
| Цыгане         | 97                | 1,37 %   |
| Украинцы       | 75                | 1,06 %   |
| Армяне         | 49                | 0,69 %   |
| Узбеки         | 29                | 0,41 %   |
| Азербайджанцы  | 22                | 0,31 %   |
| Молдаване      | 20                | 0,28 %   |
| Киргизы        | 19                | 0,27 %   |
| Аварцы         | 15                | 0,21 %   |
| Даргинцы       | 14                | 0,20 %   |
| Татары         | 11                | 0,16 %   |
| Грузины        | 10                | 0,14 %   |
| Другие         | 124               | 1,78 %   |
| Итого          | 7058              | 100,00 % |

## Административное деление
Ульяновский район как административно-территориальная единица включает 6 административно-территориальных единиц: 5 сёл и 2 деревни, как муниципальное образование со статусом муниципального района — 6 муниципальных образований со статусом сельских поселений.
| № | Сельское поселение   | Административный центр | Количество населённых пунктов | Население (чел.) | Площадь (км²) |
| - | -------------------- | ---------------------- | ----------------------------- | ---------------- | ------------- |
| 1 | Село Волосово-Дудино | село Волосово-Дудино   | 20                            | ↗527             | 11,98         |
| 2 | Село Дудоровский     | село Дудоровский       | 8                             | ↗831             | 10,04         |
| 3 | Село Заречье         | село Заречье           | 17                            | ↘1214            | 8,31          |
| 4 | Деревня Мелихово     | деревня Мелихово       | 21                            | ↗476             | 7,96          |
| 5 | Село Поздняково      | село Поздняково        | 25                            | ↘417             | 10,76         |
| 6 | Село Ульяново        | село Ульяново          | 19                            | ↗3593            | 14,63         |

До 1998 года район состоял из 15 сельсоветов (с центрами в населённых пунктах Афанасово, Брежнево, Волосово-Дудино, Вязовна, Дубна, Касьяново, Кирейково, Крапивна, Кцынь, Медынцево, Мелихово, Озерно, Поздняково, Уколица, Ульяново) и посёлка городского типа Дудоровский.

## Населённые пункты
В Ульяновском районе 110 населённых пунктов.
| №   | Населённый пункт | Тип     | Население | Муниципальное образование |
| --- | ---------------- | ------- | --------- | ------------------------- |
| 1   | Александровка    | деревня | →0        | Деревня Мелихово          |
| 2   | Аннино           | деревня | ↘0        | Село Поздняково           |
| 3   | Афанасово        | село    | ↘89       | Деревня Мелихово          |
| 4   | Белый Камень     | деревня | ↘88       | Село Волосово-Дудино      |
| 5   | Блинов           | деревня | →0        | Село Заречье              |
| 6   | Богдановский     | посёлок | ↘0        | Село Заречье              |
| 7   | Брежнево         | деревня | ↘113      | Село Поздняково           |
| 8   | Бродок           | деревня | ↘0        | Село Волосово-Дудино      |
| 9   | Брусны           | село    | ↗1        | Село Дудоровский          |
| 10  | Вейно            | село    | ↘11       | Село Поздняково           |
| 11  | Верхняя Передель | деревня | →44       | Село Поздняково           |
| 12  | Веснины          | село    | ↘7        | Деревня Мелихово          |
| 13  | Волосово-Дудино  | село    | ↘88       | Село Волосово-Дудино      |
| 14  | Восты            | деревня | →0        | Село Волосово-Дудино      |
| 15  | Вязовна          | деревня | ↗45       | Село Ульяново             |
| 16  | Вяльцево         | деревня | ↘2        | Село Ульяново             |
| 17  | Глинная          | деревня | ↘2        | Село Волосово-Дудино      |
| 18  | Горицы           | деревня | ↘5        | Деревня Мелихово          |
| 19  | Городничев       | деревня | ↘0        | Деревня Мелихово          |
| 20  | Горянский        | посёлок | →0        | Село Поздняково           |
| 21  | Госьково         | деревня | ↘12       | Село Заречье              |
| 22  | Грабково         | деревня | ↘3        | Деревня Мелихово          |
| 23  | Громоздово       | деревня | ↘2        | Село Поздняково           |
| 24  | Грынские Дворики | деревня | ↘0        | Село Поздняково           |
| 25  | Грынь            | деревня | ↘17       | Село Заречье              |
| 26  | Гурово           | деревня | ↘20       | Село Волосово-Дудино      |
| 27  | Дебрь            | село    | ↘62       | Село Ульяново             |
| 28  | Долгая           | деревня | ↘2        | Село Поздняково           |
| 29  | Долгое           | деревня | ↘50       | Село Ульяново             |
| 30  | Дретово          | деревня | ↘50       | Село Волосово-Дудино      |
| 31  | Дубенка          | село    | →0        | Деревня Мелихово          |
| 32  | Дубна            | деревня | ↘79       | Село Волосово-Дудино      |
| 33  | Дудино           | деревня | →0        | Село Волосово-Дудино      |
| 34  | Дудорово         | деревня | ↘10       | Село Ульяново             |
| 35  | Дудоровский      | село    | ↘833      | Село Дудоровский          |
| 36  | Дурнево          | деревня | ↘80       | Село Ульяново             |
| 37  | Ерши             | деревня | →0        | Село Поздняково           |
| 38  | Ефимцево         | село    | ↘114      | Село Волосово-Дудино      |
| 39  | Железнинский     | посёлок | ↗30       | Село Заречье              |
| 40  | Железница        | деревня | ↘0        | Село Заречье              |
| 41  | Желябово         | деревня | ↘5        | Село Ульяново             |
| 42  | Жильково         | деревня | ↘130      | Село Волосово-Дудино      |
| 43  | Жуково           | деревня | ↘6        | Село Волосово-Дудино      |
| 44  | Заречье          | село    | ↗1013     | Село Заречье              |
| 45  | Зелёный          | посёлок | 2         | Село Дудоровский          |
| 46  | Ивановка         | деревня | ↘0        | Село Заречье              |
| 47  | Караблинцево     | деревня | ↘0        | Село Ульяново             |
| 48  | Касьяново        | село    | ↘122      | Село Поздняково           |
| 49  | Кирейково        | село    | ↘135      | Село Поздняково           |
| 50  | Колосово         | деревня | ↘40       | Село Волосово-Дудино      |
| 51  | Кондратовка      | деревня | ↘0        | Село Поздняково           |
| 52  | Косовка          | деревня | ↘2        | Деревня Мелихово          |
| 53  | Крапивна         | село    | ↘130      | Деревня Мелихово          |
| 54  | Красногорье      | деревня | →0        | Деревня Мелихово          |
| 55  | Краснополье      | деревня | →0        | Село Поздняково           |
| 56  | Кудияр           | деревня | ↘0        | Село Дудоровский          |
| 57  | Кутьково         | деревня | ↘2        | Село Волосово-Дудино      |
| 58  | Кцынь            | село    | ↘81       | Село Дудоровский          |
| 59  | Леоново          | деревня | →0        | Село Поздняково           |
| 60  | Лосев            | деревня | ↘2        | Село Поздняково           |
| 61  | Любовка          | деревня | ↘0        | Деревня Мелихово          |
| 62  | Мартынки         | деревня | →0        | Село Дудоровский          |
| 63  | Марьино          | деревня | ↘0        | Село Волосово-Дудино      |
| 64  | Медынцево        | село    | ↘69       | Село Ульяново             |
| 65  | Мелихово         | деревня | ↘212      | Деревня Мелихово          |
| 66  | Милюгановский    | посёлок | ↘0        | Село Заречье              |
| 67  | Минин            | деревня | →0        | Деревня Мелихово          |
| 68  | Митровка         | деревня | ↘4        | Село Ульяново             |
| 69  | Мойлово          | село    | ↘8        | Село Дудоровский          |
| 70  | Нагая            | деревня | ↘4        | Деревня Мелихово          |
| 71  | Нижняя Передель  | деревня | ↘27       | Село Поздняково           |
| 72  | Никитское        | деревня | ↘17       | Село Волосово-Дудино      |
| 73  | Николаевка       | деревня | →0        | Село Поздняково           |
| 74  | Новый Свет       | деревня | ↘0        | Село Поздняково           |
| 75  | Обухово          | деревня | ↘75       | Село Ульяново             |
| 76  | Озеренский       | посёлок | →0        | Село Заречье              |
| 77  | Озерно           | село    | ↘58       | Село Заречье              |
| 78  | Озерны           | деревня | ↘2        | Село Ульяново             |
| 79  | Паком            | деревня | →0        | Село Поздняково           |
| 80  | Песоченка        | деревня | ↘0        | Село Заречье              |
| 81  | Петуховка        | деревня | →0        | Деревня Мелихово          |
| 82  | Поздняково       | село    | ↗94       | Село Поздняково           |
| 83  | Полошково        | деревня | →0        | Село Волосово-Дудино      |
| 84  | Поляна           | деревня | ↘6        | Село Волосово-Дудино      |
| 85  | Пустой           | посёлок | →0        | Село Ульяново             |
| 86  | Ракитинский      | посёлок | ↘0        | Село Заречье              |
| 87  | Речица           | деревня | ↘0        | Село Ульяново             |
| 88  | Ржевка           | деревня | →3        | Деревня Мелихово          |
| 89  | Романовка        | деревня | →0        | Село Поздняково           |
| 90  | Сеничкин         | деревня | →0        | Село Ульяново             |
| 91  | Серая            | деревня | →0        | Село Волосово-Дудино      |
| 92  | Слободка         | деревня | ↘12       | Село Волосово-Дудино      |
| 93  | Сопово           | село    | ↘0        | Деревня Мелихово          |
| 94  | Сорокино         | село    | ↘152      | Село Заречье              |
| 95  | Старица          | деревня | ↘51       | Село Ульяново             |
| 96  | Старые Выселки   | деревня | ↘0        | Село Поздняково           |
| 97  | Сусеи            | село    | →0        | Село Дудоровский          |
| 98  | Тимофенки        | деревня | ↘16       | Село Поздняково           |
| 99  | Труд             | деревня | →0        | Село Поздняково           |
| 100 | Уколица          | село    | ↘120      | Село Заречье              |
| 101 | Ульяново         | село    | ↗3078     | Село Ульяново             |
| 102 | Федоровка        | деревня | →0        | Деревня Мелихово          |
| 103 | Фурсово          | деревня | ↘123      | Село Ульяново             |
| 104 | Холмищи          | село    | ↘1        | Село Ульяново             |
| 105 | Черняев          | деревня | →0        | Село Заречье              |
| 106 | Чухлово          | деревня | ↘0        | Деревня Мелихово          |
| 107 | Шваново          | деревня | ↘12       | Деревня Мелихово          |
| 108 | Широковский      | посёлок | →0        | Село Заречье              |
| 109 | Юрьевка          | деревня | →0        | Село Поздняково           |
| 110 | Ягодное          | деревня | ↘17       | Деревня Мелихово          |

### Упразднённые населённые пункты
- Деревня Межхозяйственной Строительной Организации.
- В 2021 году упразднена деревня Новая Деревня[30].

## Экономика
В экономическом отношении Ульяновский район относится к числу развивающихся промышленно-сельскохозяйственных районов области.
На территории района осуществляют свою деятельность более 100 предприятий и организаций всех форм собственности, в том числе по отраслям: промышленность — 7, сельское-хозяйство — 13, строительство — 2, транспорт и связь — 1, торговля и общественное питание — 65, образование — 21.

## Известные уроженцы
- Алёшков, Сергей Андреевич (1936—1990) — участник Великой Отечественной войны, сын полка, воспитанник 142-го гвардейского стрелкового полка 47-й гвардейской стрелковой дивизии. Родился в деревне Грынь.[31]
- Антонов, Иван Лаврентьевич (1924—1963) — советский военнослужащий, участник Великой Отечественной войны, полный кавалер ордена Славы, разведчик 20-й отдельной разведывательной роты 69-й стрелковой дивизии, старший сержант. Родился в селе Медынцево.[32]
- Гуров Кузьма Акимович (1901—1943) — советский военачальник, генерал-лейтенант. Родился в селе Панево.[33]
- Мерзляков, Павел Степанович  (1895—1990) — советский военачальник, генерал-майор. Родился в ныне упраздненной деревне Ожигово.[34]
- Никишин, Дмитрий Тихонович (1910—2003) — советский военачальник, генерал-лейтенант. Родился в деревне Поляна.[35]
- Отт, Дмитрий Оскарович (1855—1929) — российский и советский акушер-гинеколог; лейб-акушер (1895) в царствование императора Николая II. Родился в селе Плохино.
- Архангельский, Владимир Васильевич (1906—1976) — советский писатель, журналист, автор книги «Юность нового века». Родился в селе Дудино.

## Культура
В Ульяновском районе расположена картинная галерея основанная в 1970 году по инициативе уроженца села, известного художника, заслуженного деятеля искусств А. В. Киселева. Он передал галерее коллекцию произведений современного изобразительного искусства. В настоящее время в галерее постоянно проводятся различные выставки, в том числе и уроженцев Ульяновского района. Также частыми гостями являются ученики А. В. Киселева, привозя с собой свои шедевры.